# Richard Romanus
Richard Joseph Romanos (Barre, 1943. február 8. – Vólosz, 2023. december 23.) amerikai színész.
Fontosabb alakítása volt Martin Scorsese 1973-as Aljas utcák című gengszterfilmjében. Szinkronszínészként közreműködött a Varázslók (1977), a Heavy Metal (1981) és a Hey Good Lookin’ (1982) című animációs filmekben.
1999–2002 között három epizód erejéig Richard La Pennát játszotta a Maffiózók epizódjaiban.

## Filmográfia

### Film
| Év   | Magyar cím                        | Eredeti cím              | Szerep                  | Magyar hang      |
| ---- | --------------------------------- | ------------------------ | ----------------------- | ---------------- |
| 1968 |                                   | The Ghastly Ones         | Don                     |                  |
| 1973 | Aljas utcák                       | Mean Streets             | Michael Longo           | Balázsi Gyula    |
| 1974 | A Dion fivérek                    | The Gravy Train          | Carlo                   |                  |
| 1975 | Orosz rulett                      | Russian Roulette         | Ragulia                 | Rosta Sándor     |
| 1977 | Varázslók                         | Wizards                  | Weehawk (hangja)        |                  |
| 1980 |                                   | Sitting Ducks            | Joe 'Moose Joe' Mastaki |                  |
| 1981 |                                   | Heavy Metal              | Harry Canyon (hangja)   |                  |
| 1982 |                                   | Pandemonium              | Jarrett                 |                  |
| 1982 |                                   | Hey Good Lookin’         | Vinnie (hangja)         |                  |
| 1983 | Idegenek csókja (Színészszerelem) | Strangers Kiss           | Frank Silva             | Beregi Péter     |
| 1984 | Protokoll                         | Protocol                 | Emír                    | Várkonyi András  |
| 1986 | Murphy törvénye                   | Murphy's Law             | Frank Vincenzo          | Ujlaki Dénes     |
| 1986 | Murphy törvénye                   | Murphy's Law             | Frank Vincenzo          | Cs. Németh Lajos |
| 1988 | Ideggyogyó                        | The Couch Trip           | Harvey Michaels         | Forgács Gábor    |
| 1988 | Ideggyogyó                        | The Couch Trip           | Harvey Michaels         | Kovács István    |
| 1988 | Ideggyogyó                        | The Couch Trip           | Harvey Michaels         | Bolla Róbert     |
| 1990 |                                   | Hollywood Heartbreak     | Niles Gregory           |                  |
| 1990 |                                   | Final Stage (rövidfilm)  | a producer              |                  |
| 1991 | Oscar                             | Oscar                    | Vendetti                | Szersén Gyula    |
| 1992 | Törvényszegő rendőrök             | To Protect and Serve     | Malouf százados         | Beregi Péter     |
| 1993 | A bérgyilkosnő                    | Point of No Return       | Fahd Bahktiar           | Orosz István     |
| 1994 | Rendőrvicc                        | Cops & Robbersons        | Fred Lutz               | Áron László      |
| 1998 |                                   | Urban Relics             | Charlie Shivers         |                  |
| 1999 |                                   | Carlo's Wake             | Carmine D'Angelo        |                  |
| 2001 | Apapróba                          | Nailed                   | Robert nagybácsi        |                  |
| 2003 | A fekete paripa – Az első kaland  | The Young Black Stallion | Ben Ishak               |                  |

### Televízió
| Év        | Magyar cím                            | Eredeti cím                                | Szerep                                  | Megjegyzések                                                   |
| --------- | ------------------------------------- | ------------------------------------------ | --------------------------------------- | -------------------------------------------------------------- |
| 1970      | Mission: Impossible                   | Mission: Impossible                        | őr                                      | 1 epizód                                                       |
| 1970–1971 |                                       | The Mod Squad                              | Paco Montoya / Aurelio                  | 2 epizód                                                       |
| 1974      |                                       | Rhoda                                      | Luis Alvarez                            | 1 epizód                                                       |
| 1974      | Kojak                                 | Kojak                                      | Sam Calucci nyomozó                     | 1 epizód                                                       |
| 1977      | Charlie angyalai                      | Charlie's Angels                           | Roy David                               | 1 epizód                                                       |
| 1977      | Esti terror                           | Night Terror                               | a gyilkos                               | tévéfilm                                                       |
| 1977      | Starsky és Hutch                      | Starsky & Hutch                            | Sonny Watson                            | 1 epizód                                                       |
| 1978      | Hawaii Five-O                         | Hawaii Five-O                              | Johnny Noah                             | 1 epizód                                                       |
| 1978      | Rockford nyomoz                       | Rockford Files                             | Sean Innes                              | 1 epizód                                                       |
| 1979      |                                       | Gold of the Amazon Women                   | Luis Escobar                            | tévéfilm                                                       |
| 1981–1982 | Akciócsoport                          | Strike Force                               | Charlie Gunzer hadnagy                  | - 20 epizód - magyar hangja: - Csernák János                   |
| 1983–1986 | A szupercsapat                        | The A-Team                                 | Jackie Martell / Tommy Tedesco          | 2 epizód                                                       |
| 1983–1987 | Cagney és Lacey                       | Cagney & Lacey                             | Hassan bin Moqtadi / Sal Caprio nyomozó | 2 epizód                                                       |
| 1984      | Mike Hammer: A végzetes pókerparti    | More than Murder                           | Bedrick Bordante                        | tévéfilm                                                       |
| 1984      |                                       | Second Sight: A Love Story                 | Dr. Ross Harkin                         | tévéfilm                                                       |
| 1984      |                                       | Hunter                                     | Nathan 'Nate' Demarest                  | 1 epizód                                                       |
| 1985      |                                       | Tales from the Darkside                    | Frank Bigalow                           | 1 epizód                                                       |
| 1985–1986 | MacGyver                              | MacGyver                                   | Joey Bennett                            | - 1 epizód - magyar hangja (Bennett): - Sinkovits-Vitay András |
| 1985–1986 | MacGyver                              | MacGyver                                   | James Crowe                             | 1 epizód                                                       |
| 1986      | Zsarublues                            | Hill Street Blues                          | Bob Ajanian százados                    | 2 epizód                                                       |
| 1987      |                                       | Ghost of a Chance                          | Julio Mendez                            | tévéfilm                                                       |
| 1989      |                                       | Midnight Caller                            | Maurice Maxwell                         | 1 epizód                                                       |
| 1989      | Mission: Impossible – Az akciócsoport | Mission: Impossible                        | Arthur Six                              | - 1 epizód - magyar hangja: - Fülöp Zsigmond - Rosta Sándor    |
| 1994      | Chicago Hope kórház                   | Chicago Hope                               | Anthony Travelli                        | 1 epizód                                                       |
| 1995      | Miért éppen Alaszka?                  | Northern Exposure                          | Lowell Grippo                           | 1 epizód                                                       |
| 1995      |                                       | The Rockford Files: A Blessing in Disguise | Vincent Penguinetti                     | tévéfilm                                                       |
| 1996      | Halálbiztos diagnózis                 | Diagnosis: Murder                          | Dr. Ed Quiller                          | 1 epizód                                                       |
| 1996      | New York rendőrei                     | NYPD Blue                                  | Carmine Del Marco                       | 1 epizód                                                       |
| 1999–2002 | Maffiózók                             | The Sopranos                               | Richard La Penna                        | 3 epizód                                                       |

## Fordítás
- Ez a szócikk részben vagy egészben  a   Richard Romanus című angol Wikipédia-szócikk ezen változatának fordításán alapul.  Az eredeti cikk szerkesztőit annak laptörténete sorolja fel. Ez a jelzés csupán a megfogalmazás eredetét és a szerzői jogokat jelzi, nem szolgál a cikkben szereplő információk forrásmegjelöléseként.